# Giuseppe Beltrami

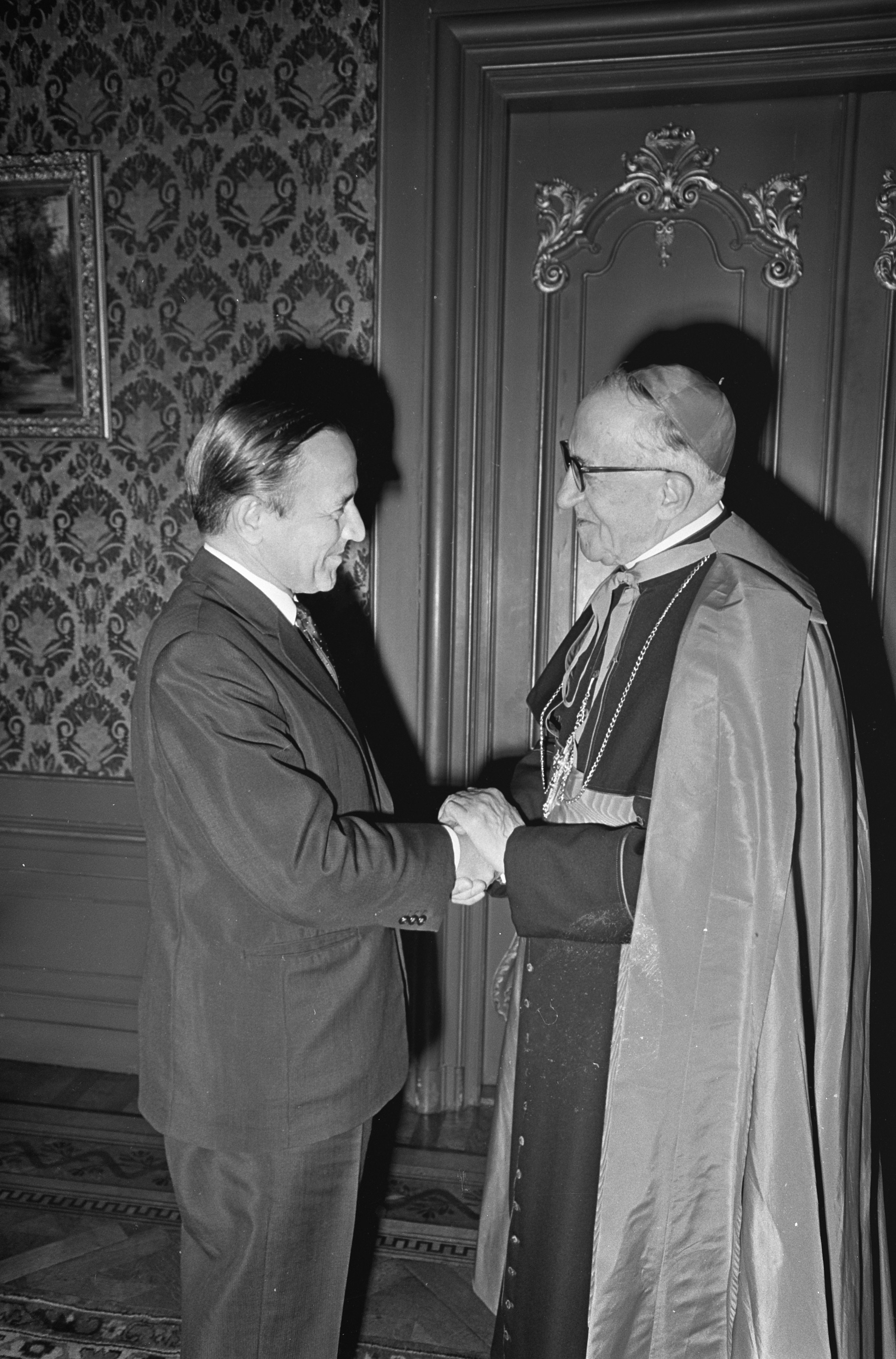
Piet de Jong (links) en Giuseppe Beltrami in 1967

Giuseppe Beltrami (Fossano, 17 januari 1889 – Rome, 13 december 1973) was een Italiaans geestelijke en kardinaal van de Katholieke Kerk. 
Beltrami bezocht het seminarie in Fossano en werd op 5 maart 1916 tot priester gewijd. Hij diende als aalmoezenier in het Italiaanse leger tijdens de Eerste Wereldoorlog en studeerde daarna aan het Pauselijk Athenaeum San Apollinare, waar hij promoveerde in zowel de theologie als het kerkelijk recht. Aan de Koninklijke Universiteit behaalde hij daarnaast een doctoraat in de Letteren.
Van 1923 tot 1926 werkte hij als staflid aan de Biblioteca Apostolica Vaticana. In 1924 werd hij Kamerheer van de Paus in buitengewone dienst. Van 1926 tot 1940 werkte hij als advocaat in zake heiligverklaringen bij de Congregatie voor de Riten.
In 1940 werd Beltrami door paus Pius XII benoemd tot titulair aartsbisschop van Damascus en tot apostolisch nuntius voor Guatemala en El Salvador. Hij werd in 1945 nuntius in Colombia en in 1950 in Libanon. In 1959 werd hij benoemd tot internuntius in Nederland. Hier deed hij zich kennen als een conservatieve waakhond in een steeds progressiever wordende kerkprovincie. In Nederland wijdde hij onder anderen de latere bisschop van Rotterdam, Ad van Luyn, priester.
Mgr Beltrami nam deel aan het Tweede Vaticaans Concilie. Paus Paulus VI creëerde hem kardinaal in het consistorie van 22 juli 1967. De Santa Maria Liberatrice a Monte Testaccio werd zijn titeldiakonie.